# تقاسم الركوب

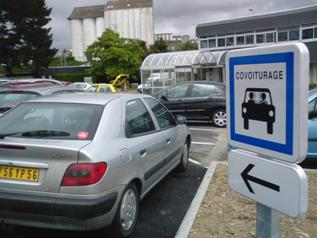
إشارة تحميل سيارات المشاركة.

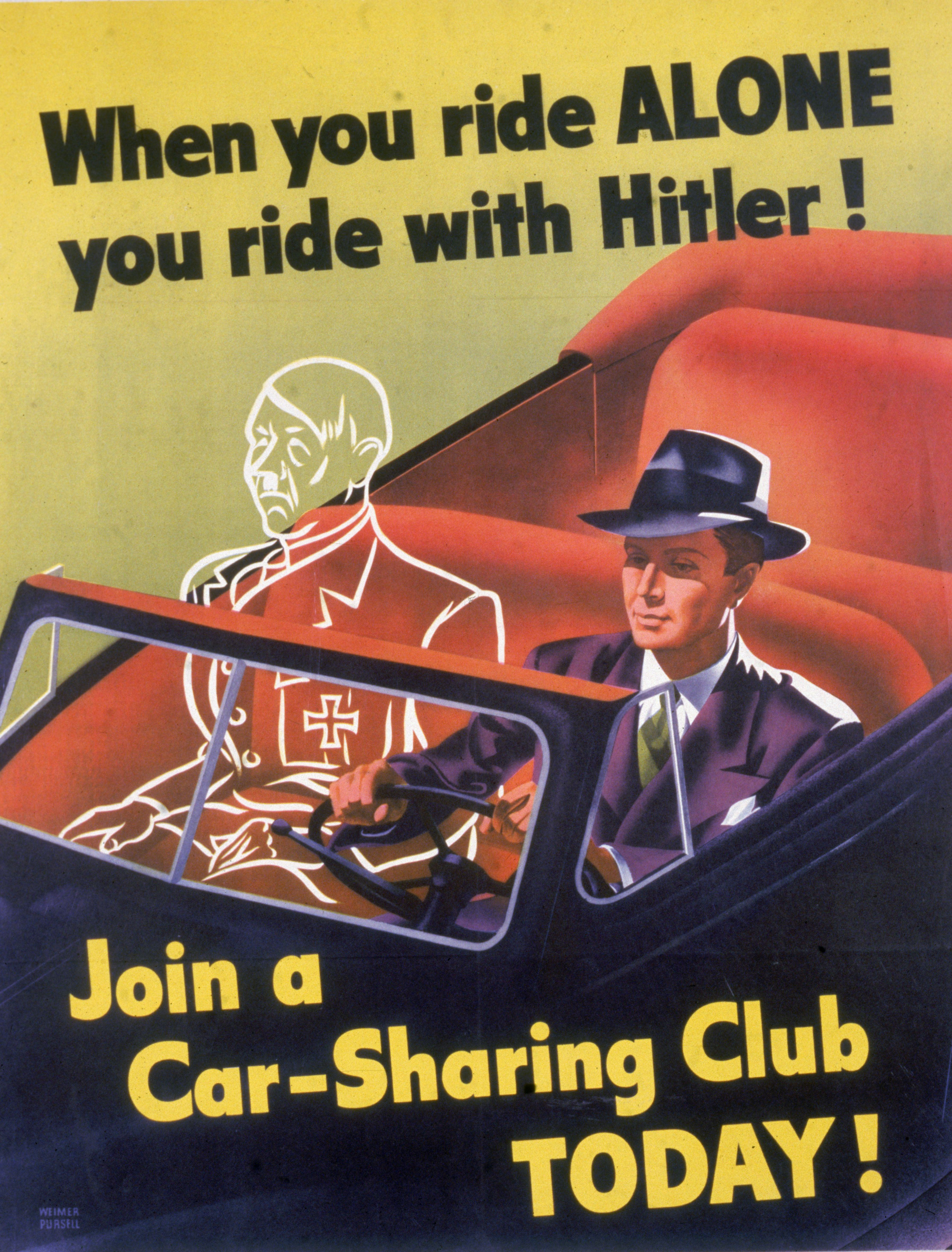
ملصق دعائي يحث على التقاسم في الركوب خلال الحرب العالمية الثانية.

مشاركة المركبات أو الكَرْبُول أو بُولَة السيارات هو نظام تقاسم الرحلات البرية عبر السيارات بحيث يسافر أكثر من شخص في سيارة واحدة. ظهر في الولايات المتحدة خلال الحرب العالمية الثانية، ثم عاد بقوة في سبعينيات القرن العشرين بعد أزمة الوقود التي نجمت عن حرب 1973. وهو اليوم من أكثر الوسائل شعبية في كثير من البلدان حول العالم. لقد قلل هذا النظام باستخدام الناس لسيارة واحدة، التكاليف المترتبة على كل شخص، كالوقود، وقطع الغيار، بالإضافة إلى مجهود السواقة.
يُنظر أيضا لنظام المشاركة هذا كونه صديق للبيئة، وطريقة مستدامة للسفر كون الرحلات المتشاركة تقلل من انبعاثات الكاربون، والاختناقات المرورية على الطرق، والحاجة إلى مواقف سيارات. وتشجع السلطات غالبا على استخدام نظام تقاسم الركوب، خاصة خلال فترات التلوث العالية وأسعار الوقود المرتفعة. وقد مثّل نظام تقاسم الركوب في عام 2009 حوالي 43.5% من جميع الرحلات بالولايات المتحدة.
يُعتبر نظام المشاركة الأكثر شعبية للناس الذين يعملون في أماكن متقاربة، وللذين يعيشون في المناطق ذات الكثافة السكانية العالية. بالإضافة إلى ذلك، يرتبط استخدام مشاركة المركبات بشكل كبير مع تكاليف التشغيل والنقل، بما في ذلك طول سافر، وأيضا مع مقاييس رأس المال الاجتماعي، مثل الوقت الذي يقضى مع الآخرين.

## وصلات خارجية
- التقاسم في الركوب على مشروع الدليل المفتوح
- تقاسم الركوب في أمريكا الشمالية: الماضي، الحاضر، المستقبل - مركز أبحاث النقل المستدام
- تقرير: خدمة كاربول عبر الإنترنت | روسيا اليوم
- موقع إلكتروني متخصص بتقاسم الركوب في أوروبا